# 杨遵智
杨遵智（510年—532年5月20日），字遵智，以字行，一名谧，自称是恒农郡华阴县（今陕西省华阴市）人，北魏官员。

## 生平
杨遵智以太尉行参军为起家官，转任宁远将军、员外常侍，以功获赐爵弘农伯，升任镇军将军、金紫光禄大夫，转任卫将军。普泰二年四月一日（532年5月20日），杨遵智在晋阳被尔朱兆杀害，时年虚岁二十三。太昌元年，朝廷追赠使持节、兖州诸军事、骠骑将军、兖州刺史，太昌元年十一月十九日（532年12月31日）归葬于太傅杨津墓旁。

## 家庭

### 祖父
- 杨懿，洛州刺史、弘农简公[1]

### 父亲
- 杨津，北魏太傅、大将军[1]

### 兄弟姐妹
- 杨遁，北魏征东将军、金紫光禄大夫
- 杨逸，北魏平东将军、广州刺史、华阴贞男
- 杨愔，北齐特进、开府仪同三司、骠骑大将军、尚书令、开封王
- 杨岐，吕州刺史
- 杨氏，嫁北齐扬州刺史郭元贞